# Fructà

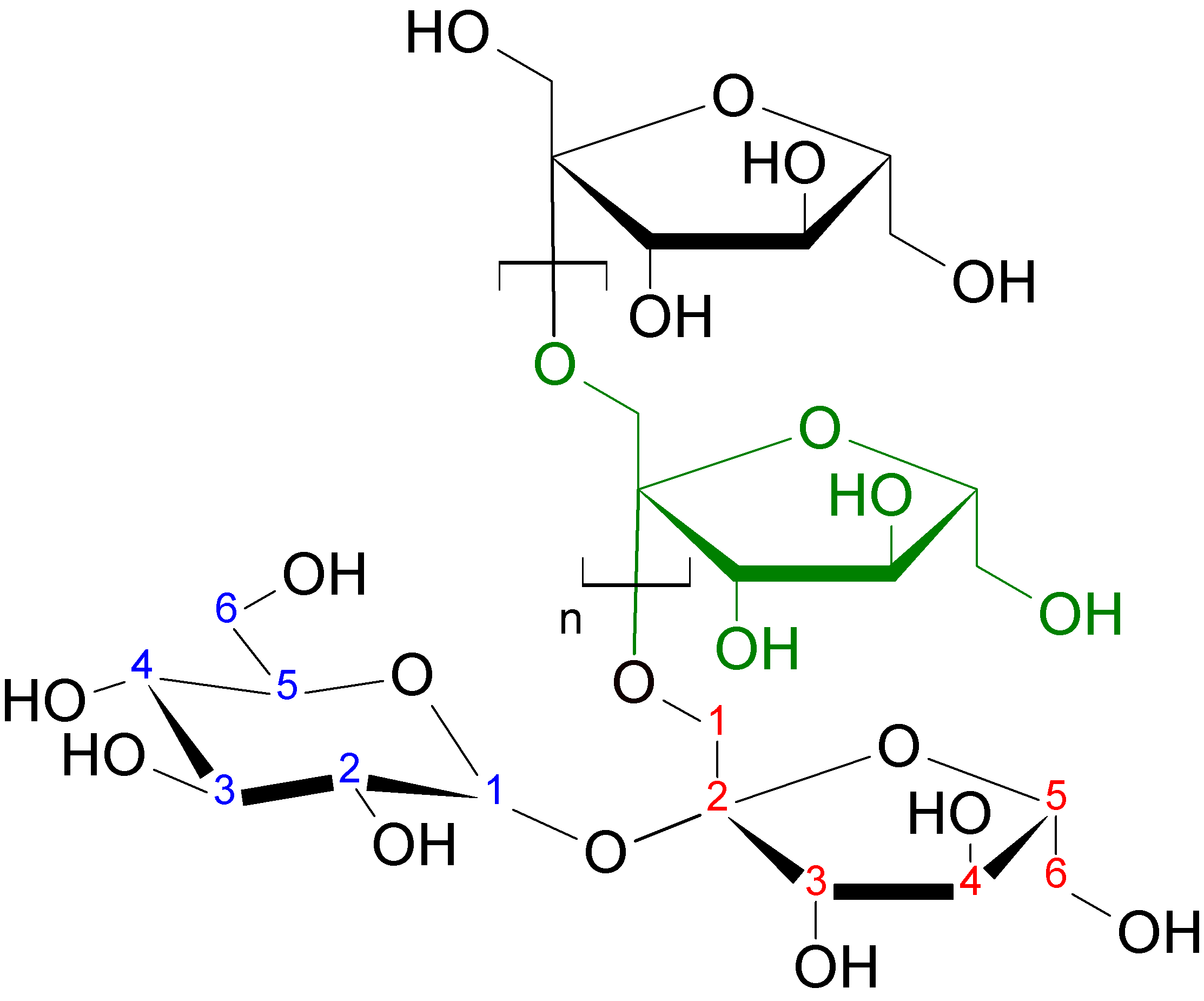
Estructura d'un fructà, la inulina.

Els fructans són homopolímers de la fructosa lligats al residu fructosil o glucosil d'una molècula de sacarosa. Les plantes els sintetitzen pels microorganismes a partir de la sacarosa. Els fructans són, com el midó, una reserva de carboni pels organismes que els acumulen.

## Estructura i propietats
Hi ha quatre categories de fructans segons el tipus de lligam present entre les unitats de fructosa.
- La inulina, un fructà acumulat per les plantes dins la família Asteraceae, constituït per residus de fructosa lligats osídicament β(2→1).
- Fructans de tipus levans produït per bacteris que són constituïts per residus de fructosa lligats per β(2→6).
- Els fructans de tipus neosèrie lligats amb residus glucosil de la molècula de sacarosa.
- Les plantes gramínies (Poaceae) acumulen un altre tipus de fructans amb els dos tipus de lligams.

Els fructans són glúcids no reductors. La seva mida és variable i s'expresssa en graus de polimerització.

## Aplicacions
Els fructans afavoreixen el desenvolupament de la flora intestinal i són prebiòtics sembla que prevenen el càncer de còlon.
Se’n fa industrialment un edulcorant poc calòric.
La síntesi química dels fructans permet produir molts composts útils com l'etanol, 'hidroximetilfurfural (un compost per fer detergents o bé l'àcid levulínic (un precursor dels polièsters i les poliamides).